# 刘建文
刘建文（1968年—），山东曹县人，回族，中华人民共和国政治人物、第十一届全国人民代表大会山东地区代表。
毕业于山东农业大学经济管理专业，是中共党员。担任临沭县农业局农经中心副主任。2008年起担任全国人大代表。